# World Fashion Channel
World Fashion Channel — международный телеканал о современных тенденциях в моде, красоте, путешествиях, технологиях и стиле жизни с сетью вещания по всему миру. Две версии вещания 24/7: на русском языке - трансляции проходят в России и странах СНГ, а трансляции английском языке, показывают в других странах по всему миру
«Success on air» или «Успех в эфире» - это основа и слоган телеканала World Fashion Channel.
Канал ведет трансляции ключевых шоу и показов Недель Моды, мировых событий и мероприятий, программ и международных проектов собственного производства. 90% эфирного времени - это уникальный авторский контент, с поддержкой на web-ресурсах канала и ресурсах партнеров.
Распространение сигнала
Российская версия: сигнал канала распространяется посредством спутниковых платформ ABS 2 и НТВ+ и представлен в базовых и цифровых пакетах крупнейших операторов РФ: Ростелеком, НТВ Плюс, МТС, Акадо Телеком, Дом.Ру, ТТК, Вымпелком и другие.
Международная версия: начиная с 2019 года сигнал вещания международной версии канала World Fashion доступен через спутник HotBird 13С с более широким охватом в 135 млн. домохозяйств в Европе, Среднем Востоке и Северной Африке.
Также канал доступен через технологии SMART TV, Apple TV и на платформах iOS и Android.

## История
Телеканал основан в 2003 году. Начал вещание 15 июня 2005 года со спутниковой платформы Hot Bird.
В 2012 году стопроцентным акционером канала стал российский бизнесмен Игорь Кесаев. В 2018 году генеральным продюсером World Fashion Channel назначен Кирилл Бондаренко.
С приходом на канал нового руководства в 2018 года World Fashion Channel приобрел новый формат. На сегодняшний день это не просто канал – это New Media. Все программы теперь доступны в формате Live на обновленном сайте канала, где ежедневно публикуются видео и новости, а также статьи на темы моды, красоты, жизни знаменитостей и тд.
В контент-политике социальных сетей тоже произошло улучшение: появились тесты, опросы, прямые эфиры и уникальные видео, снятые специально для онлайн-платформ канала. Социальные сети телеканала World Fashion - это не только новостной портал, но и пространство для тех, кто хочет общаться с близкими по духу людьми.
В 2018 году на телеканале запустились совершенно новые проекты:
World Fashion Holidays — это абсолютно новый формат съемок, полезный networking и совмещение приятного с полезным для тех, кому важно развивать свой бизнес и заявить о себе.
New Model Show – это реалити о том, как девушки из разных уголков России проходят становятся профессиональными моделями.
Бизнес-стиль – в этой программе ведущая и эксперты отвечают на  вопросы: как выглядеть, что делать, как работать и как отдыхать, чтобы добиться высот в карьере.
Kids Fashion News – первая детская модная программа. Чем детский мир отличается от взрослого? Что делает fashion модель? Какие тайны скрывает модная работа? Какой детский показ мод самый крутой? Что такое Kids fashion week? И многие другие!
FASHION CALENDAR WFC –  съемки в разных уголках мира. В проекте принимают участие такие известные модели, как Gabriela Cruz, Marina Oddsson и другие звезды.
Да, Шеф! – самое стильное кулинарное шоу. Вкусные блюда, которые может повторить каждый, прекрасная ведущая и возможность заглянуть на кухню лучших ресторанов Москвы, а также узнать, что любят наши звезды
Кина не будет – это блог о кино. Ведущая оказывается в самом эпицентре светских кинопремьер и задает вопросы тем, кто так или иначе причастен к выходу фильма. Передача вышла в свет в августе 2018 года и сразу стала набирать популярность. Первый пилотный выпуск был посвящен супергероям в честь выхода нового фильма Марвел: "Мстители: Война Бесконечности".
Fashion советы – онлайн-программа, в которой встречается с известными дизайнерами, стилистами, блогерами, визажистами. На личном опыте они рассказывают о том, как добились успеха. Делятся полезными советами и лайфхаками.

### Европа
| Спутник          | Hotbird 13C    |
| ---------------- | -------------- |
| Частота          | 11373          |
| Поляризация      | Горизонтальная |
| Кодировка        | free to air    |
| Скорость потока  | 27500          |
| FEC              | 3/4            |
| Стандарт вещания | MPEG-4         |

### Россия
| Спутник          | ABS-2                      |
| ---------------- | -------------------------- |
| Частота          | 11853 МГц (транспондер 27) |
| Поляризация      | Вертикальная               |
| Кодировка        | free to air                |
| Скорость потока  | 45000                      |
| FEC              | 2/3                        |
| Стандарт вещания | MPEG-4 ; UltraHD(4K)       |